# AUS 32

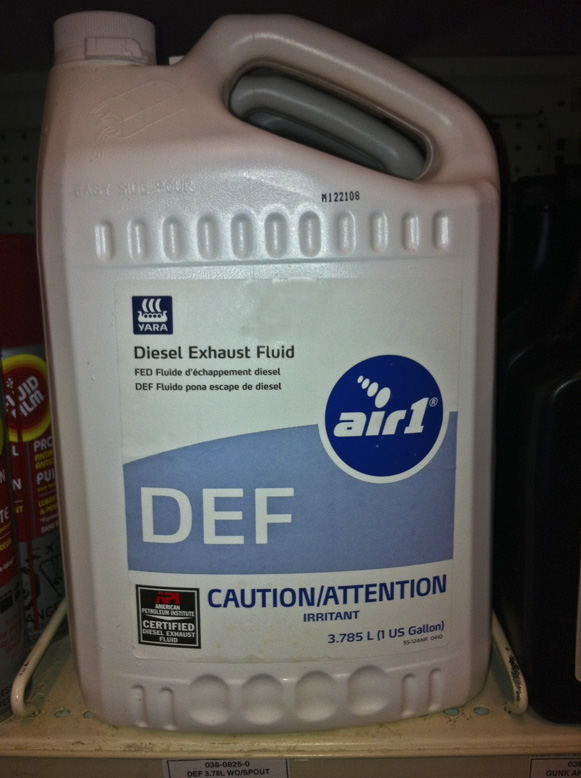
Gebinde aus dem nordamerikanischen Markt

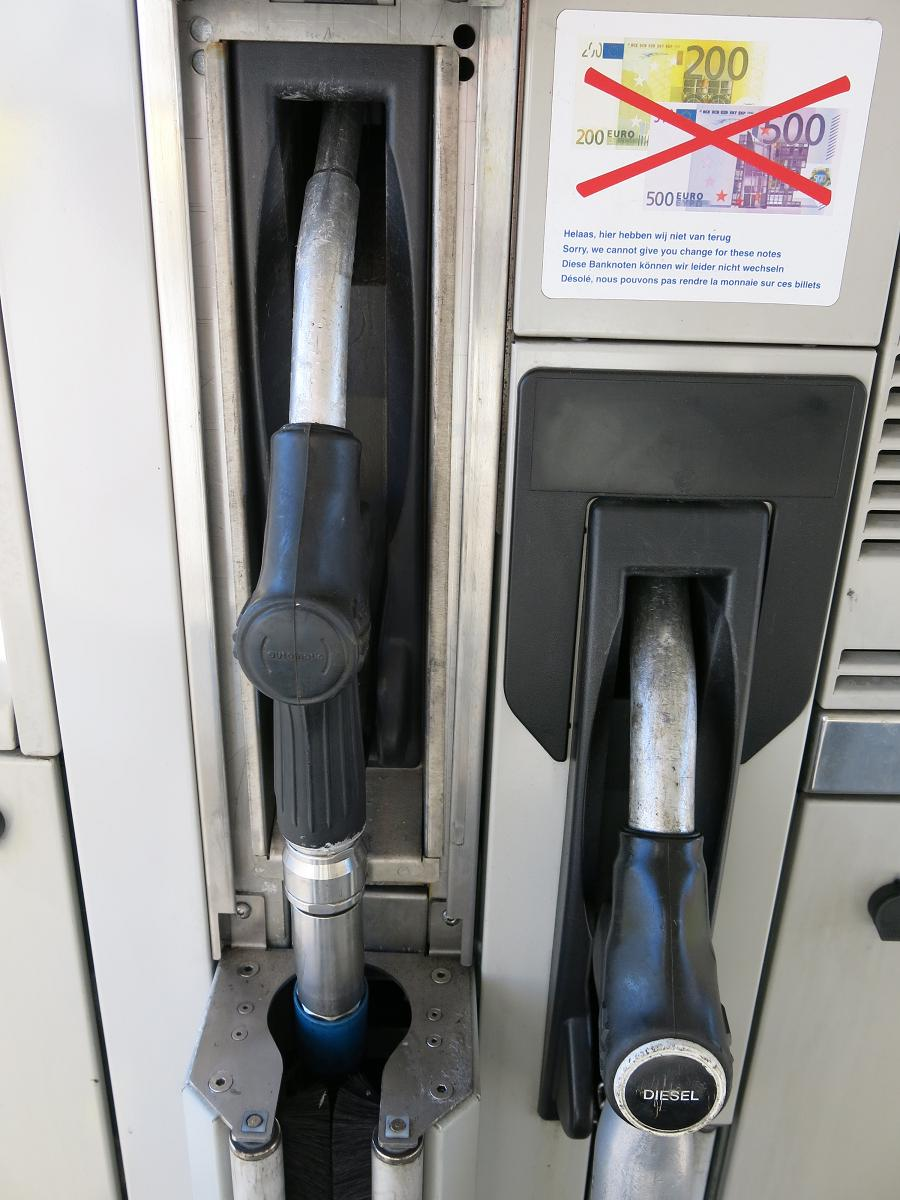
Links: Zapfsäule zur Betankung mit AUS 32; rechts: Dieselkraftstoff

AUS 32 (aqueous urea solution) ist eine 32-prozentige, nach ISO 22241 genormte, wässrige Harnstofflösung. Sie wird bei Dieselmotoren von Straßen- und Schienenfahrzeugen zur Abgasnachbehandlung eingesetzt. Dort ermöglicht sie eine Reduktion der ausgestoßenen Stickoxide (NOx) mittels selektiver katalytischer Reduktion (SCR) um bis zu 97 Prozent.
Die Norm selber definiert und spricht von der Flüssigkeit als NOx reduction agent AUS 32 und kürzt sie mit AUS 32 ab.
Die Flüssigkeit wird weltweit unter verschiedenen Bezeichnungen gehandelt, in Nordamerika beispielsweise auch unter Diesel exhaust fluid, in Brasilien auch unter ARLA 32 (portugiesisch: Agente Redutor Liquido de Óxido de Nitrogênio Automotivo) oder als HWL (Harnstoff-Wasser-Lösung). Bedeutung hat die geschützte Marke AdBlue des deutschen Verbandes der Automobilindustrie erlangt.

## Wirkweise
siehe auch: SCR für den Einsatz in Fahrzeugen und Schiffen.
Bei der Verwendung von Harnstoff muss dieser erst in einer Thermolyse- und anschließenden Hydrolysereaktion zersetzt werden, um den für die SCR-Reaktion notwendigen Ammoniak freizusetzen.

### Thermolyse und Hydrolyse
Dieser Schritt findet auf der Wegstrecke vor dem Katalysator, der sogenannten Hydrolyse-Strecke statt. Da die optimale Zerstäubung sowie Verdampfung der wässrigen Harnstofflösung für die Umsetzung maßgeblich ist, kommen üblicherweise verschiedene Mischerkonstruktionen zum Einsatz, die diese verbessern sollen.
Thermolyse des Harnstoffs zu Ammoniak und Isocyansäure
{\displaystyle \mathrm {(NH_{2})_{2}CO\longrightarrow NH_{3}+HNCO} }
anschließende Hydrolyse, die Isocyansäure reagiert mit Wasser zu weiterem Ammoniak und Kohlendioxid
{\displaystyle \mathrm {HNCO+H_{2}O\longrightarrow NH_{3}+CO_{2}} }
Um die Harnstoffzersetzung, insbesondere bei kalten Abgastemperaturen, zu verbessern, werden häufig sogenannte Hydrolysekatalysatoren eingesetzt. Die Harnstoffzersetzung kann zusätzlich verbessert werden, indem diese Katalysatoren nur von einem Teil des gesamten Abgasstroms durchströmt werden, d. h. sie werden in einem Teilstrom betrieben.

### Vor- und Nachteile der Verwendung von Harnstoff
Gelingt keine vollständige Zersetzung des Harnstoffs, können sich über das Zwischenprodukt Isocyansäure feste Ablagerungen aus Cyanursäure (Trimer der Isocyansäure) oder Melamin bilden, die zu Verstopfungen im Abgassystem führen.
Gelingt allerdings eine komplette Zersetzung des Harnstoffs, entstehen somit aus einem Harnstoffmolekül zwei Ammoniakmoleküle.
Ammoniak ist bei Raumtemperatur gasförmig und müsste daher gekühlt oder unter Druck aufbewahrt werden um verwendbar zu sein. Ammoniakwasser ist bei offener Lagerung an der Luft unbeständig und gast Ammoniak aus. Eine wässrige Harnstofflösung ist ähnlich lange bei Umgebungsbedingungen in einem Tank lagerbar wie Benzin oder Dieselkraftstoff.
Das im Harnstoff gebundene CO2 wird in die Atmosphäre abgegeben. Angesichts der deutlich größeren im Abgasstrom vorhandenen Mengen an CO2 ist dies jedoch vernachlässigbar.

### Stickoxidreduktion
Reduktion der Stickoxide mittels Selektiver Katalytischer Reduktion, im Reduktionskatalysator
Standard-SCR (Temperatur über 250 Grad)
{\displaystyle \mathrm {4\ NO+4\ NH_{3}+O_{2}\longrightarrow 4\ N_{2}+6\ H_{2}O} }
Schnelle SCR (Temperatur über 170 bis 300 Grad, „Fast SCR“)
{\displaystyle \mathrm {NO+2\ NH_{3}+NO_{2}\longrightarrow 2\ N_{2}+3\ H_{2}O} }
„NO2 SCR“
{\displaystyle \mathrm {8\ NH_{3}+6\ NO_{2}\longrightarrow 7\ N_{2}+12\ H_{2}O} }
das Ammoniak reagiert mit den Stickoxiden zu Stickstoff und Wasser.

### Reaktion von Stickstoffmonoxid zu Stickstoffdioxid
Üblicherweise liegt bei Dieselmotoren der Anteil von NO2 an den Gesamtstickoxiden bei nur ca. 5 %, so dass ohne weitere Maßnahmen nur die Standard-SCR-Reaktion relevant ist. Um dennoch die „Fast-SCR“-Reaktion zu ermöglichen und damit die Anspringtemperatur abzusenken, werden stromauf der SCR-Katalysatoren sogenannte NO-Oxidationskatalysatoren eingesetzt. Diese platinhaltigen Katalysatoren heben den NO2-Anteil an und ermöglichen damit die „Fast-SCR“-Reaktion. Dies gilt allerdings nur bis zu einem NO2-Anteil von 50 % an den Gesamt-Stickoxiden. Steigen die NO2-Anteile über diese Grenze, findet die sogenannte NO2-SCR-Reaktion statt. Da diese deutlich langsamer abläuft und zudem der NH3-Bedarf ansteigt, sind NO2-Anteile über 50 % zu vermeiden.

### Vorteil gegenüber Drei-Wege-Katalysator
Im Gegensatz zu Drei-Wege-Katalysatoren ist es durch den Einsatz des Reduktionsmittels Ammoniak somit möglich, Stickoxide in Anwesenheit von Sauerstoff zu Stickstoff zu reduzieren.

## Physikalische Eigenschaften
Die Flüssigkeit besitzt unter anderem folgende physikalische Eigenschaften:
| Eigenschaft                | Wert          | Einheit |
| -------------------------- | ------------- | ------- |
| Harnstoffgehalt            | 31,8–33,2     | Gew.-%  |
| Kristallisationsbeginn     | −11,5         | °C      |
| Brechungsindex             | 1,3817–1,3843 | –       |
| Wärmeleitfähigkeit         | 0,57          | W/(m·K) |
| Spezifische Wärmekapazität | 3,51          | J/(g·K) |
| Schmelzenthalpie           | 270           | J/g     |
| Dichte bei 20 °C           | 1,087–1,093   | g/cm³   |
| Dynamische Viskosität      | 1,4           | mPa·s   |

Die Konzentration von 32 % wurde gewählt, da es sich dabei um eine eutektische Lösung handelt, so dass sich im Fall des Einfrierens die Harnstoffkonzentration in der flüssigen und der festen Phase nicht unterscheiden. Somit kann aus einem teilweise eingefrorenen AdBlue-Tank flüssige Harnstofflösung entnommen werden, ohne die Harnstoffkonzentration im Tank zu verändern. Zudem weist die eutektische Lösung den niedrigsten Gefrierpunkt aller Mischungsverhältnisse auf.
Von der wässrigen Lösung geht keine besondere Gefährdung im Sinne des europäischen Chemikalienrechts aus. Auch gemäß Transportrecht ist sie kein Gefahrgut. Hautkontakt sollte vermieden werden; eventuelle Reste kann man mit Wasser abwaschen.

## Produktion
Die Harnstofflösung wird weltweit produziert und zur Abgasnachbehandlung genutzt. Die Norm beschreibt dabei detaillierte Anforderungen an Produktion, Qualitätssicherung und Logistik. Beispielsweise darf es zu keiner nennenswerten Verunreinigung beim Umfüllen in kleinere Gebinde kommen. Trotz des Namens „Harnstoff“ erfolgt die Gewinnung nicht durch Extraktion aus menschlichem oder tierischem Urin, sondern die Erzeugung erfolgt auf rein chemischen Wege durch Reaktion von Ammoniak (gewonnen durch das Haber-Bosch-Verfahren) mit Kohlendioxid. Neben der Möglichkeit ein reineres Produkt ohne zusätzliche Aufreinigung zu erzeugen, erlaubt die industriell-chemische Produktion höhere Produktionsmengen zu niedrigeren Preisen.
Es gibt Harnstofflösung in unterschiedlichen Gebindegrößen für Großabnehmer und Einzelhandel. Zur Betankung von Straßen- und Schienenfahrzeugen wird sie auch an Zapfsäulen angeboten.